# Faya-Largeau
Faya-Largeau (també coneguda simplement com a Faya) és la ciutat més gran del nord del Txad i la capital de la regió de Bourkou-Ennedi-Tibesti.

## Història

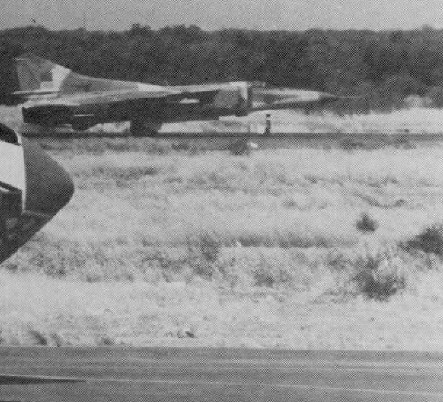
LARAF MiG-23MS amb míssils buits a Faya Largeau AB, en la dècada de 1980.

Originàriament es deia Faya, i va ser rebatejada Largeau pel coronel francès Étienne Largeau; després de la independènca del Txad de frança es va assumir el nom de Faya-Largeau. Aquesta ciutat va ser capturada per Líbia quan s'annexà la franja d'Aouzou l'any 1975, però va ser reuperada per les forces de Hissène Habré el 1980. Líbia va recapturar Faya-Largeau el 1983, però es retirà el 1987.

## Economia
En tenir molta aigua subterrània la principal ocupació és l'agricultura de regadiu. Disposa d'aeroport (FYT|FTTY} amb pista asfaltada.

## Demografia
| Any  | Població |
| ---- | -------- |
| 1993 | 9,867    |
| 2008 | 14,123   |

## Clima
Té un clima desèrtic, en la classificació de Köppen es designa com BWh, amb només 18 litres de pluviometria anual (que cauen gairebé tots al mes d'agost). A l'ivern les temperatures mínimes absolutes poden arribar a tan sols +3 °C, encara que la temperatura mitjana dels mesos més freds (desembre i gener és de 20,5 °C. A l'estiu la mitjana de les temperatures màximes ultrapassa els 40 °C d'abril a agost. Juliol és el mes més càlid amb una temperatura mitjana de 33,5 °C.
| Dades climàtiques a Faya-Largeau (1961–1990)                                  | Dades climàtiques a Faya-Largeau (1961–1990) | Dades climàtiques a Faya-Largeau (1961–1990) | Dades climàtiques a Faya-Largeau (1961–1990) | Dades climàtiques a Faya-Largeau (1961–1990) | Dades climàtiques a Faya-Largeau (1961–1990) | Dades climàtiques a Faya-Largeau (1961–1990) | Dades climàtiques a Faya-Largeau (1961–1990) | Dades climàtiques a Faya-Largeau (1961–1990) | Dades climàtiques a Faya-Largeau (1961–1990) | Dades climàtiques a Faya-Largeau (1961–1990) | Dades climàtiques a Faya-Largeau (1961–1990) | Dades climàtiques a Faya-Largeau (1961–1990) | Dades climàtiques a Faya-Largeau (1961–1990) |
| Mes                                                                           | gen                                          | febr                                         | març                                         | abr                                          | maig                                         | juny                                         | jul                                          | ag                                           | set                                          | oct                                          | nov                                          | des                                          | anual                                        |
| ----------------------------------------------------------------------------- | -------------------------------------------- | -------------------------------------------- | -------------------------------------------- | -------------------------------------------- | -------------------------------------------- | -------------------------------------------- | -------------------------------------------- | -------------------------------------------- | -------------------------------------------- | -------------------------------------------- | -------------------------------------------- | -------------------------------------------- | -------------------------------------------- |
| Màxima mitjana °C (°F)                                                        | 26.4 (79.5)                                  | 29.4 (84.9)                                  | 33.6 (92.5)                                  | 39.1 (102.4)                                 | 41.0 (105.8)                                 | 42.1 (107.8)                                 | 41.0 (105.8)                                 | 40.2 (104.4)                                 | 39.8 (103.6)                                 | 36.5 (97.7)                                  | 31.1 (88)                                    | 27.6 (81.7)                                  | 35.7 (96.3)                                  |
| Mínima mitjana °C (°F)                                                        | 13.6 (56.5)                                  | 15.0 (59)                                    | 18.4 (65.1)                                  | 22.4 (72.3)                                  | 25.0 (77)                                    | 26.1 (79)                                    | 25.8 (78.4)                                  | 26.0 (78.8)                                  | 25.9 (78.6)                                  | 22.5 (72.5)                                  | 17.9 (64.2)                                  | 14.4 (57.9)                                  | 21.1 (70)                                    |
| Precipitació mitjana mm (polzades)                                            | 0.0 (0)                                      | 0.0 (0)                                      | 0.0 (0)                                      | 0.1 (0.004)                                  | 0.4 (0.016)                                  | 0.3 (0.012)                                  | 3.0 (0.118)                                  | 7.0 (0.276)                                  | 0.8 (0.031)                                  | 0.1 (0.004)                                  | 0.0 (0)                                      | 0.0 (0)                                      | 11.7 (0.461)                                 |
| Mitjana de dies de precipitació (≥ 0.1 mm)                                    | 0                                            | 0                                            | 0                                            | 1                                            | 1                                            | 1                                            | 2                                            | 3                                            | 1                                            | 1                                            | 0                                            | 0                                            | 10                                           |
| Humitat relativa mitjana (%)                                                  | 25                                           | 20                                           | 18                                           | 18                                           | 17                                           | 20                                           | 27                                           | 33                                           | 22                                           | 25                                           | 23                                           | 25                                           | 23                                           |
| Mitjana mensual d'hores de sol                                                | 306.9                                        | 291.2                                        | 306.9                                        | 309.0                                        | 344.1                                        | 333.0                                        | 334.8                                        | 319.3                                        | 312.0                                        | 319.3                                        | 309.0                                        | 306.9                                        | 3.792,4                                      |
| Mitjana diària d'hores de sol                                                 | 9.9                                          | 10.4                                         | 9.9                                          | 10.3                                         | 11.1                                         | 11.1                                         | 10.8                                         | 10.3                                         | 10.4                                         | 10.3                                         | 10.3                                         | 9.9                                          | 10.4                                         |
| Font: World Meteorological Organization (temperatures and precipitation days) |                                              |                                              |                                              |                                              |                                              |                                              |                                              |                                              |                                              |                                              |                                              |                                              |                                              |